# Hassi
Hassi là nguyên tố tổng hợp với ký hiệu Hs và số nguyên tử 108, và là nguyên tố nặng nhất của nhóm 8 (VIII). Nguyên tố này được quan sát đầu tiên năm 1984. Trong số các đồng vị thì 269Hs có thời gian tồn tại lâu nhất với chu kỳ bán rã khoảng ~10 giây. Cũng có dấu hiệu cho thấy rằng đồng vị 277bHs với chu kỳ bán rã ~16,5 năm, làm cho nó trở thành một trong các hạt nhân siêu nặng có thời gian tồn tại lâu nhất. Có hơn 100 nguyên tử hassi cho đến nay trong các phản ứng hợp hạch nóng và lạnh khác nhau, ở cả hai loại hạt nhân bố và sản phẩm phân rã.

Các thí nghiệm cho đến nay đã xác nhận rằng hassi là một thành viên đặc trưng trong nhóm 8 thể hiện trạng thái oxy hóa +8, tương tự như osmi.

## Lịch sử

### Phát hiện
Hassi được tổng hợp đầu tiên năm 1984 bởi nhóm nghiên cứu người Đức dẫn đầu là Peter Armbruster và Gottfried Münzenberg ở Viện nghiên cứu ion nặng (Gesellschaft für Schwerionenforschung) tại Darmstadt. Nhóm này đã bắn phát hạt nhân chì bằng hạt nhân 58Fe tạo ra 3 nguyên tử 265Hs theo phản ứng:
208
82Pb
 + 58
26Fe
 → 265
108Hs
 + n
IUPAC/IUPAP Transfermium Working Group (TWG) đã công nhận nhóm làm việc tại GSI là những người đã phát hiện ra nguyên tố này năm 1992.

### Đặt tên
Về mặt lịch sử, nguyên tố 108 được biết đến là eka-osmium. Trong thời gian tranh cãi về các tên gọi của các nguyên tố, IUPAC tạm thời đặt tên nguyên tố này là unniloctium (ký hiệu Uno), theo tên gọi hệ thống.
Tên gọi hassi được nhóm phát hiện đề xuất năm 1992, theo tên tiếng Latin tiểu bang Hesse của Đức nơi đặt viện nghiên cứu này (L. hassia German Hessen).
Năm 1994, hội đồng IUPAC đã đề nghị đặt tên nguyên tố 108 là hahnium (Hn), mặc cho quy ước có từ lâu để cho người phát hiện có quyền đề xuất tên gọi. Sau những phản đối từ những người phát hiện, tên gọi hassium (Hs) được thông qua năm 1997.